# Olympische Sommerspiele 2020/Badminton (Herrendoppel)
Das Badminton-Doppel der Männer bei den Olympischen Spielen 2020 wurde vom 24. bis 31. Juli 2021 im Musashino Forest Sport Plaza ausgetragen.

## Titelverteidiger
| Olympiasieger | Fu Haifeng / Zhang Nan           | Rio de Janeiro 2016 |
| Weltmeister   | Hendra Setiawan / Mohammad Ahsan | Basel 2019          |

## Setzliste
| Nr. | Paarung                                        | Erreichte Runde |
| --- | ---------------------------------------------- | --------------- |
| 01. | Markus Fernaldi Gideon Kevin Sanjaya Sukamuljo | Viertelfinale   |
| 02. | Mohammad Ahsan Hendra Setiawan                 | 4. Platz        |
| 03. | Li Junhui Liu Yuchen                           | Silber          |
| 04. | Hiroyuki Endō Yuta Watanabe                    | Viertelfinale   |

## Ergebnisse

### Gruppenphase

#### Gruppe A
| Doppel                                             | Spiele | gew. | verl. | Sätze gew. | Sätze verl. | Punkte  |
| -------------------------------------------------- | ------ | ---- | ----- | ---------- | ----------- | ------- |
| Markus Fernaldi Gideon Kevin Sanjaya Sukamuljo (1) | 3      | 2    | 1     | 5          | 2           | 140:108 |
| Lee Yang Wang Chi-lin                              | 3      | 2    | 1     | 5          | 3           | 161:151 |
| Satwiksairaj Rankireddy Chirag Shetty              | 3      | 2    | 1     | 4          | 3           | 131:140 |
| Ben Lane Sean Vendy                                | 3      | 0    | 3     | 0          | 6           | 093:126 |

| Doppel 1                                           | Ergebnis                 | Doppel 2                              |
| 24. Juli 2021, 12:20 Uhr                           | 24. Juli 2021, 12:20 Uhr | 24. Juli 2021, 12:20 Uhr              |
| -------------------------------------------------- | ------------------------ | ------------------------------------- |
| Markus Fernaldi Gideon Kevin Sanjaya Sukamuljo (1) | 21:15 21:11              | Ben Lane Sean Vendy                   |
| 24. Juli 2021, 12:20 Uhr                           |                          |                                       |
| Lee Yang Wang Chi-lin                              | 16:21 :16 25:27          | Satwiksairaj Rankireddy Chirag Shetty |
| 26. Juli 2021, 11:20 Uhr                           |                          |                                       |
| Lee Yang Wang Chi-lin                              | 21:17 21:14              | Ben Lane Sean Vendy                   |
| 26. Juli 2021, 12:40 Uhr                           |                          |                                       |
| Markus Fernaldi Gideon Kevin Sanjaya Sukamuljo (1) | 21:13 21:12              | Satwiksairaj Rankireddy Chirag Shetty |
| 27. Juli 2021, 12:00 Uhr                           |                          |                                       |
| Markus Fernaldi Gideon Kevin Sanjaya Sukamuljo (1) | 18:21 :15 17:21          | Lee Yang Wang Chi-lin                 |
| 27. Juli 2021, 12:00 Uhr                           |                          |                                       |
| Satwiksairaj Rankireddy Chirag Shetty              | 21:17 21:19              | Ben Lane Sean Vendy                   |

#### Gruppe B
| Doppel                                 | Spiele | gew. | verl. | Sätze gew. | Sätze verl. | Punkte  |
| -------------------------------------- | ------ | ---- | ----- | ---------- | ----------- | ------- |
| Hiroyuki Endō Yuta Watanabe (4)        | 3      | 3    | 0     | 6          | 0           | 126:073 |
| Kim Astrup Anders Skaarup Rasmussen    | 3      | 2    | 1     | 4          | 2           | 110:090 |
| Wladimir Iwanow Iwan Sosonow           | 3      | 1    | 2     | 2          | 4           | 111:102 |
| Godwin Olofua Anuoluwapo Juwon Opeyori | 3      | 0    | 3     | 0          | 6           | 044:126 |

| Doppel 1                            | Ergebnis                 | Doppel 2                               |
| 24. Juli 2021, 13:00 Uhr            | 24. Juli 2021, 13:00 Uhr | 24. Juli 2021, 13:00 Uhr               |
| ----------------------------------- | ------------------------ | -------------------------------------- |
| Kim Astrup Anders Skaarup Rasmussen | 21:13 21:18              | Wladimir Iwanow Iwan Sosonow           |
| 24. Juli 2021, 20:00 Uhr            |                          |                                        |
| Hiroyuki Endō Yuta Watanabe (4)     | 21:2 21:7                | Godwin Olofua Anuoluwapo Juwon Opeyori |
| 25. Juli 2021, 12:40 Uhr            |                          |                                        |
| Hiroyuki Endō Yuta Watanabe (4)     | 21:19 21:19              | Wladimir Iwanow Iwan Sosonow           |
| 26. Juli 2021, 18:00 Uhr            |                          |                                        |
| Kim Astrup Anders Skaarup Rasmussen | 21:07 21:10              | Godwin Olofua Anuoluwapo Juwon Opeyori |
| 27. Juli 2021, 11:20 Uhr            |                          |                                        |
| Hiroyuki Endō Yuta Watanabe (4)     | 21:14 21:12              | Kim Astrup Anders Skaarup Rasmussen    |
| 27. Juli 2021, 18:40 Uhr            |                          |                                        |
| Wladimir Iwanow Iwan Sosonow        | 21:08 21:10              | Godwin Olofua Anuoluwapo Juwon Opeyori |

#### Gruppe C
| Doppel                      | Spiele | gew. | verl. | Sätze gew. | Sätze verl. | Punkte  |
| --------------------------- | ------ | ---- | ----- | ---------- | ----------- | ------- |
| Li Junhui Liu Yuchen (3)    | 3      | 3    | 0     | 6          | 0           | 126:083 |
| Takeshi Kamura Keigo Sonoda | 3      | 2    | 1     | 4          | 2           | 114:077 |
| Mark Lamsfuß Marvin Seidel  | 3      | 1    | 2     | 2          | 4           | 090:110 |
| Phillip Chew Ryan Chew      | 3      | 0    | 3     | 0          | 6           | 066:126 |

| Doppel 1                    | Ergebnis                 | Doppel 2                    |
| 24. Juli 2021, 11:00 Uhr    | 24. Juli 2021, 11:00 Uhr | 24. Juli 2021, 11:00 Uhr    |
| --------------------------- | ------------------------ | --------------------------- |
| Li Junhui Liu Yuchen (3)    | 21:09 21:17              | Phillip Chew Ryan Chew      |
| 24. Juli 2021, 19:20 Uhr    |                          |                             |
| Takeshi Kamura Keigo Sonoda | 21:13 21:08              | Mark Lamsfuß Marvin Seidel  |
| 25. Juli 2021, 18:40 Uhr    |                          |                             |
| Li Junhui Liu Yuchen (3)    | 21:14 21:13              | Mark Lamsfuß Marvin Seidel  |
| 26. Juli 2021, 10:00 Uhr    |                          |                             |
| Takeshi Kamura Keigo Sonoda | 21:11 21:03              | Phillip Chew Ryan Chew      |
| 27. Juli 2021, 10:00 Uhr    |                          |                             |
| Li Junhui Liu Yuchen (3)    | 21:14 21:16              | Takeshi Kamura Keigo Sonoda |
| 27. Juli 2021, 18:00 Uhr    |                          |                             |
| Mark Lamsfuß Marvin Seidel  | 21:10 21:16              | Phillip Chew Ryan Chew      |

#### Gruppe D
| Doppel                             | Spiele | gew. | verl. | Sätze gew. | Sätze verl. | Punkte  |
| ---------------------------------- | ------ | ---- | ----- | ---------- | ----------- | ------- |
| Mohammad Ahsan Hendra Setiawan (2) | 3      | 3    | 0     | 6          | 1           | 145:109 |
| Aaron Chia Soh Wooi Yik            | 3      | 2    | 1     | 4          | 2           | 122:107 |
| Choi Sol-gyu Seo Seung-jae         | 3      | 1    | 2     | 3          | 4           | 130:128 |
| Jason Ho-Shue Nyl Yakura           | 3      | 0    | 3     | 0          | 6           | 073:126 |

| Doppel 1                           | Ergebnis                 | Doppel 2                   |
| 24. Juli 2021, 18:00 Uhr           | 24. Juli 2021, 18:00 Uhr | 24. Juli 2021, 18:00 Uhr   |
| ---------------------------------- | ------------------------ | -------------------------- |
| Mohammad Ahsan Hendra Setiawan (2) | 21:12 21:11              | Jason Ho-Shue Nyl Yakura   |
| 24. Juli 2021, 18:00 Uhr           |                          |                            |
| Choi Sol-gyu Seo Seung-jae         | 22:24 15:21              | Aaron Chia Soh Wooi Yik    |
| 25. Juli 2021, 10:00 Uhr           |                          |                            |
| Choi Sol-gyu Seo Seung-jae         | 21:14 21:08              | Jason Ho-Shue Nyl Yakura   |
| 26. Juli 2021, 19:20 Uhr           |                          |                            |
| Mohammad Ahsan Hendra Setiawan (2) | 21:16 21:19              | Aaron Chia Soh Wooi Yik    |
| 27. Juli 2021, 12:40 Uhr           |                          |                            |
| Mohammad Ahsan Hendra Setiawan (2) | 21:12 19:21 :18          | Choi Sol-gyu Seo Seung-jae |
| 27. Juli 2021, 20:00 Uhr           |                          |                            |
| Aaron Chia Soh Wooi Yik            | 21:15 21:13              | Jason Ho-Shue Nyl Yakura   |

### Finalrunde
|  | Viertelfinale | Viertelfinale                                  | Viertelfinale                  | Viertelfinale | Viertelfinale |                             |                       | Halbfinale | Halbfinale      | Halbfinale      | Halbfinale      | Halbfinale      |                 |    | Spiel um Gold        | Spiel um Gold                  | Spiel um Gold | Spiel um Gold | Spiel um Gold |
|  |               |                                                |                                |               |               |                             |                       |            |                 |                 |                 |                 |                 |    |                      |                                |               |               |               |
|  | 1             | Markus Fernaldi Gideon Kevin Sanjaya Sukamuljo | 14                             | 17            |               |                             |                       |            |                 |                 |                 |                 |                 |    |                      |                                |               |               |               |
|  |               | Aaron Chia Soh Wooi Yik                        | 21                             | 21            |               |                             |                       |            |                 |                 |                 |                 |                 |    |                      |                                |               |               |               |
|  |               | Aaron Chia Soh Wooi Yik                        | 21                             | 21            |               | Aaron Chia Soh Wooi Yik     | 22                    | 13         |                 |                 |                 |                 |                 |    |                      |                                |               |               |               |
|  |               |                                                |                                |               |               | Aaron Chia Soh Wooi Yik     | 22                    | 13         |                 |                 |                 |                 |                 |    |                      |                                |               |               |               |
|  |               | 03                                             | Li Junhui Liu Yuchen           | 24            | 21            |                             |                       |            |                 |                 |                 |                 |                 |    |                      |                                |               |               |               |
|  | 3             | 03                                             | Li Junhui Liu Yuchen           | 24            | 21            | Li Junhui Liu Yuchen        | 12                    | 21         | 21              |                 |                 |                 |                 |    |                      |                                |               |               |               |
|  | 3             |                                                |                                |               |               |                             |                       | 21         | 21              |                 |                 |                 |                 |    |                      |                                |               |               |               |
|  |               | Kim Astrup Anders Skaarup Rasmussen            | 21                             | 14            | 19            |                             |                       |            |                 |                 |                 |                 |                 |    |                      |                                |               |               |               |
|  |               |                                                |                                |               |               |                             |                       |            |                 |                 |                 |                 |                 | 03 | Li Junhui Liu Yuchen | 18                             | 12            |               |               |
|  |               |                                                | Lee Yang Wang Chi-lin          | 21            | 21            |                             |                       |            |                 |                 |                 |                 |                 |    |                      |                                |               |               |               |
|  |               | Lee Yang Wang Chi-lin                          | 21                             | 21            |               |                             |                       |            |                 |                 |                 |                 |                 |    |                      |                                |               |               |               |
|  | 4             | Hiroyuki Endo Yuta Watanabe                    | 16                             | 19            |               |                             |                       |            |                 |                 |                 |                 |                 |    |                      |                                |               |               |               |
|  | 4             | Hiroyuki Endo Yuta Watanabe                    | 16                             | 19            |               |                             | Lee Yang Wang Chi-lin | 21         | 21              |                 |                 |                 |                 |    |                      |                                |               |               |               |
|  |               |                                                |                                |               |               |                             | Lee Yang Wang Chi-lin | 21         | 21              |                 |                 |                 |                 |    |                      |                                |               |               |               |
|  |               | 02                                             | Mohammad Ahsan Hendra Setiawan | 11            | 10            |                             |                       |            | Spiel um Bronze | Spiel um Bronze | Spiel um Bronze | Spiel um Bronze | Spiel um Bronze |    |                      |                                |               |               |               |
|  |               | 02                                             | Mohammad Ahsan Hendra Setiawan | 11            | 10            | Takeshi Kamura Keigo Sonoda | 14                    | 21         | Spiel um Bronze | Spiel um Bronze | Spiel um Bronze | Spiel um Bronze | Spiel um Bronze | 09 |                      |                                |               |               |               |
|  |               |                                                |                                |               |               |                             |                       |            |                 |                 |                 |                 |                 | 09 |                      |                                |               |               |               |
|  | 2             | Mohammad Ahsan Hendra Setiawan                 | 21                             | 16            | 21            |                             |                       |            |                 |                 |                 |                 |                 |    |                      | Aaron Chia Soh Wooi Yik        | 17            | 21            | 21            |
|  |               |                                                |                                |               |               |                             |                       |            |                 |                 |                 |                 |                 |    | 02                   | Mohammad Ahsan Hendra Setiawan | 21            | 17            | 14            |

### Medaillengewinner
| Rang   | Medaillengewinner               |
| ------ | ------------------------------- |
| Gold   | Lee Yang / Wang Chi-lin (TPE)   |
| Silber | Li Junhui / Liu Yuchen (CHN)    |
| Bronze | Aaron Chia / Soh Wooi Yik (MAS) |

## Weblink
- Badminton bei den Olympischen Spielen 2020